# 丝路花雨
《丝路花雨》，中国著名民族舞剧。

## 创作和演出
1977年，甘肃省歌舞团开始策划创作一部以敦煌莫高窟为背景的，反映甘肃地方特点的民族舞剧。当年11月，以赵之洵为首的创作组前往敦煌，进行为期一年的创作。其后，甘肃省歌舞团进行了一年的排练。
1979年，为庆祝中华人民共和国建国30周年，文化部调丝路花雨作为献礼剧目前往北京演出。10月1日，该剧首演于人民大会堂，轰动全国，得到广泛好评。12月1日，该剧剧组应邀前往香港演出，再度轰动全港。
在其后的数年中，该剧剧组相继赴朝鲜、法国、意大利、日本、泰国、苏联、土耳其、美国、西班牙、英国演出，所到之处获得交相称赞。该剧剧组是第一个应邀在米兰斯卡拉歌剧院演出的亚洲艺术团体。
1979年至1994年年间，该剧在世界各地上演超过1000场，观众超过160万，并被拍摄成为电影。

## 剧情
中国唐朝年间，敦煌著名画匠神笔张在一次意外地丢失了幼女英娘。数年之后，神笔张在敦煌市场上找到了英娘，发现她已沦为百戏班子的歌伎，幸得波斯商人伊努思出资为英娘赎身，使得父女团聚。
其后，神笔张按照女儿的舞姿在莫高窟中画出了敦煌壁画代表作《反弹琵琶伎乐天》。敦煌市令得知此事后，巧立名目要占有英娘。神笔张被迫送英娘随伊努思逃亡波斯。 
数年之后，伊努思奉命出使唐朝，英娘随其返国。神笔张得河西节度使赏识，脱罪恢复自由。但敦煌市令为泄私愤，唆使强人窦虎拦劫波斯商队。神笔张为掩护使团被杀。 
英娘在敦煌二十七国交谊会会场上化妆献艺，向河西节度使伸冤，扳倒了敦煌市令，丝绸之路恢复了繁荣。

## 2011年西安世界园艺博览会五大主题园艺景点之一
利用花卉、绿雕、节点广场等景观元素，表现历史悠久的丝绸之路文化。